# امامزاده چهار تن
امامزاده چهار تن مربوط به دوره قاجار است و در شهرستان سمنان، روستای ایج واقع شده و این اثر در تاریخ ۵ آذر ۱۳۸۰ با شمارهٔ ثبت ۴۴۳۲ به‌عنوان یکی از آثار ملی ایران به ثبت رسیده‌است.